# Licked Live in NYC
Albums de The Rolling Stones
El Mocambo 1977
(2022) GRRR Live!
(2023)
Licked Live in NYC est un album live du groupe de rock britannique The Rolling Stones sorti en 2022. Il regroupe les chansons d'un concert au Madison Square Garden à New York le 18 janvier 2003. Ce concert faisait partie du Licks Tour accompagnant la sortie compilation anniversaire Forty Licks. Cette tournée a généré des recettes de 300 millions, soient l'unes des plus lucratives. Le concert avait par ailleurs été diffusé sur HBO avec la présence de Sheryl Crow pour interpréter Honky Tonk Women.
Licked Live in NYC est commercialisé en Blu-ray/DVD, ainsi qu'en coffre 2 CD, 3-LP et en digital.

## Liste des titres
Toutes les chansons sont écrites et composées par Mick Jagger and Keith Richards.
| CD1   | CD1                  | CD1   | CD1 | CD1 | CD1 | CD1 | CD1 | CD1 | CD1 |
| No    | Titre                | Durée |     |     |     |     |     |     |     |
| ----- | -------------------- | ----- | --- | --- | --- | --- | --- | --- | --- |
| 1.    | Intro                | 0:49  |     |     |     |     |     |     |     |
| 2.    | Street Fighting Man  | 4:13  |     |     |     |     |     |     |     |
| 3.    | Start Me Up          | 4:23  |     |     |     |     |     |     |     |
| 4.    | If You Can't Rock Me | 5:05  |     |     |     |     |     |     |     |
| 5.    | Don't Stop           | 5:05  |     |     |     |     |     |     |     |
| 6.    | Monkey Man           | 4:04  |     |     |     |     |     |     |     |
| 7.    | Angie                | 4:05  |     |     |     |     |     |     |     |
| 8.    | Let It Bleed         | 5:13  |     |     |     |     |     |     |     |
| 9.    | Midnight Rambler     | 13:01 |     |     |     |     |     |     |     |
| 10.   | Tumbling Dice        | 5:33  |     |     |     |     |     |     |     |
| 11.   | Band introductions   | 4:44  |     |     |     |     |     |     |     |
| 12.   | Thru and Thru        | 7:12  |     |     |     |     |     |     |     |
| 13.   | Happy                |       |     |     |     |     |     |     |     |
| 67:11 |                      |       |     |     |     |     |     |     |     |

| CD2   | CD2                                    | CD2   | CD2 | CD2 | CD2 | CD2 | CD2 | CD2 | CD2 |
| No    | Titre                                  | Durée |     |     |     |     |     |     |     |
| ----- | -------------------------------------- | ----- | --- | --- | --- | --- | --- | --- | --- |
| 1.    | Gimme Shelter                          | 7:11  |     |     |     |     |     |     |     |
| 2.    | You Got Me Rocking                     | 3:47  |     |     |     |     |     |     |     |
| 3.    | Can't You Hear Me Knocking             | 11:07 |     |     |     |     |     |     |     |
| 4.    | Honky Tonk Women (avec Sheryl Crow)    | 5:01  |     |     |     |     |     |     |     |
| 5.    | (I Can't Get No) Satisfaction          | 6:11  |     |     |     |     |     |     |     |
| 6.    | It's Only Rock 'n Roll (But I Like It) | 5:03  |     |     |     |     |     |     |     |
| 7.    | When the Whip Comes Down               | 4:51  |     |     |     |     |     |     |     |
| 8.    | Brown Sugar                            | 5:37  |     |     |     |     |     |     |     |
| 9.    | Sympathy for the Devil                 | 6:49  |     |     |     |     |     |     |     |
| 10.   | Jumpin' Jack Flash                     | 6:12  |     |     |     |     |     |     |     |
| 61:49 |                                        |       |     |     |     |     |     |     |     |

## Classements
| Pays et classement (2022)     | Meilleure position |
| ----------------------------- | ------------------ |
| Autriche (Ö3 Austria Top 40)  | 7                  |
| Belgique (Flandre Ultratop)   | 13                 |
| Belgique (Wallonie Ultratop)  | 20                 |
| Pays-Bas (Mega Album Top 100) | 8                  |
| France (SNEP)                 | 99                 |
| Allemagne (Media Control AG)  | 7                  |
| Espagne (Promusicae)          | 47                 |
| Suisse (Schweizer Hitparade)  | 19                 |